# 굴업도
굴업도(掘業島, 倔業島?)는 대한민국 인천광역시의 옹진군 덕적면에 있는 덕적도로부터 서쪽으로 약 10 km 떨어진 넓이 1.710평방 km의 작은 섬이다.
생명의숲에서 진행하는 아름다운숲 전국대회에서 대상을 수상한 적이 있다.

## 지질
굴업도는 주로 백악기의 화산활동으로 형성된 응회암질 암석이 분포한다. 섬 중남부에는 반심성암이 관입해 있다. 섬 내에는 여러 방향의 단층과 절리가 발달하는데 북서 15°방향의 단층과 동-서 방향의 절리군이 우세하다.

## 볼거리
- 개머리언덕

굴업도의 대표적인 관광지로 섬 속에 광활한 초원을 볼 수 있다.
- 굴업해수욕장

폭 40m, 길이800m의 고운 모래로 이루어진 백사장있고, 그 앞으로는 시원한 그늘을 제공하는 임야지대가 있다. 해변 좌우로는 비스듬한 해변이 2개 더 있으며 피서와 낚시를 겸할 수 있다.
- 토끼섬
- 코끼리바위
- 사구